# Extended Play (мініальбом Остіна Махона)
Extended Play (англ. Міні-альбом) — дебютний мініальбом американського співака Остіна Махона вийшов 29 травня 2013 на лейблі Republic Records лише в Японії.

## Створення і випуск
Пісні спродюсована DJ Frank E, Майком Фрешем, Трентом Мазуром, Bei Maejor, Остіном Махоном, Брюсом Робінсоном, Стівом Маком та Меттом Мегаффі. Мініальбом вийшов тільки в Японії на лейблах Chase і Republic Records. Делюкс версія містив перші три відеокліпи Махон та короткий документальний фільм з посланням для японських фанатів.

## Сингли
- «Say Somethin» вийшов як провідний сингл 5 червня 2012 року і зайняв 34 позицію в чарті Billboard Pop Songs.[5]
- «Say You're Just a Friend» вийшов 3 грудня 2012 року та став другим синглом в кар'єрі Остіна Махона. Ця пісня посіла 4 місце в чарті Billboard Bubbling Under Hot 100,[6] 2 місце в бельгійському чарті Ultratip та 12 місце в японському чарті Billboard Japan Hot 100.[7] Остін Махон виконує цю пісню за участю американського репера Flo Rida.

Промо-сингли
- «11:11» вийшла як перший промо-сингл 12 лютого 2012 року.[8]
- «Heart in My Hand (Piano Version)» вийшов як другий промо-сингл 16 квітня 2013 року.[9]

## Використання в медіа
Пісня «Loving You Is Easy» з мініальбому була використана для відомого японського телешоу «Mezanyu».

## Комерційна ефективність
В Японії цей мініальбом дебютував на 17 місці в тижневому чарті Oricon Albums Chart. За даними Oricon, цей мініальбом провів 12 тижнів на Oricon щотижня альбому топ 300 діаграми.

## Трек-лист
| Стандартне видання | Стандартне видання                              | Стандартне видання | Стандартне видання                    | Стандартне видання |
| #                  | Назва                                           | Автор | Продюсери                             | Тривалість         |
| ------------------ | ----------------------------------------------- | --- | ------------------------------------- | ------------------ |
| 1.                 | «Say You're Just a Friend» (за участі Flo Rida) | Леон Гафф Кенні Гембл Трамар Діллард Джастін Франкс [en] Нік Бейлі [en] Майк Фреш Трент Мазур Раян Огрен [en] Ахмад Белвін | DJ Frank E [en] Майк Фреш Трент Мазур | 3:03               |
| 2.                 | «Say Somethin»                                  | Брендон Грін [en] Майк Познер [en] Брюс Робінсон                                                                           | Bei Maejor [en] Брюс Робінсон         | 2:47               |
| 3.                 | «Loving You Is Easy»                            | Стів Мак [en] Вейн Гектор [en] Джейсон Деруло                                                                              | Стів Мак                              | 3:12               |
| 4.                 | «11:11»                                         | Алекс Копп Якуб Ендрю | Метт Мегаффі                          | 3:42               |
| 5.                 | «Heart In My Hand» (Піано-версія)               | Остін Махон | Остін Махон                           | 2:19               |
| 6.                 | «Say You're Just A Friend» (Піано-версія)       | Леон Гафф Кенні Гембл Трамар Діллард Джастін Франкс Майк Фреш Нік Бейлі Раян Огрен Ахмад Белвін Трент Мазур                | Остін Махон                           | 2:52               |
| 7.                 | «Say Somethin'» (Інструментальна версія)        | Брендон Грін Майк Познер Брюс Робінсон                                                                                     | Bei Maejor                            | 2:47               |

| Делюкс DVD-видання | Делюкс DVD-видання                                              | Делюкс DVD-видання | Делюкс DVD-видання |
| #                  | Назва                                                           | Режисер            | Тривалість         |
| ------------------ | --------------------------------------------------------------- | ------------------ | ------------------ |
| 1.                 | «Say You're Just a Friend» (за участі Flo Rida (Музичне відео)) | Рей Кей            |                    |
| 2.                 | «Say Somethin» (Музичне відео)                                  | Еван Денніс        |                    |
| 3.                 | «Heart In My Hand» (Музичне відео)                              | Дейв Бритс         |                    |
| 4.                 | «Say You're Just a Friend» (Ліричне відео)                      | N/A                |                    |
| 5.                 | «A Special Message From Austin To Japanese Mahomies»            | Остін Махон        |                    |

## Чарти
| Чарт (2013)              | Найвища позиція |
| ------------------------ | --------------- |
| Japanese Albums (Oricon) | 17              |

## Історія випуску
| Країна | Дата           | Формат     | Видання           | Лейбл                                                |
| ------ | -------------- | ---------- | ----------------- | ---------------------------------------------------- |
| Японія | 29 травня 2013 | CD CD+ DVD | Стандартне Делюкс | Chase Records Republic Records Universal Music Japan |